# Episodi di Chicago P.D. (ottava stagione)
L'ottava stagione della serie televisiva Chicago P.D., composta da 16 episodi, è stata trasmessa in prima visione negli Stati Uniti d'America su NBC dall'11 novembre 2020 al 26 maggio 2021.
Come per la precedente stagione, anche per l'ottava sono stati ordinati meno episodi a causa dell'emergenza dovuta alla pandemia di COVID-19 diffusasi anche a Chicago, dove è ambientata la serie.
In Italia i primi 9 episodi sono stati trasmessi su Premium Crime dal 19 febbraio al 16 aprile 2021, mentre i restanti 7 sono stati trasmessi dal 12 ottobre al 9 novembre 2021 su Sky Serie. In chiaro è stata trasmessa su Italia 1 dal 6 giugno all'11 luglio 2022.
| nº | Titolo originale  | Titolo italiano                 | Prima TV USA     | Prima TV Italia  |
| -- | ----------------- | ------------------------------- | ---------------- | ---------------- |
| 1  | Fighting Ghosts   | Lotta contro i fantasmi         | 11 novembre 2020 | 19 febbraio 2021 |
| 2  | White Knuckle     | Una situazione di rischio       | 18 novembre 2020 | 26 febbraio 2021 |
| 3  | Tender Age        | L'età dell'innocenza            | 13 gennaio 2021  | 5 marzo 2021     |
| 4  | Unforgiven        | Nessun perdono                  | 27 gennaio 2021  | 12 marzo 2021    |
| 5  | In Your Care      | Sotto la tua tutela             | 3 febbraio 2021  | 19 marzo 2021    |
| 6  | Equal Justice     | La giustizia è uguale per tutti | 10 febbraio 2021 | 26 marzo 2021    |
| 7  | Instinct          | Istinto                         | 17 febbraio 2021 | 2 aprile 2021    |
| 8  | Protect and Serve | Proteggere e servire            | 10 marzo 2021    | 9 aprile 2021    |
| 9  | Impossible Dream  | Un sogno impossibile            | 17 marzo 2021    | 16 aprile 2021   |
| 10 | The Radical Truth | Una profonda verità             | 31 marzo 2021    | 12 ottobre 2021  |
| 11 | Signs of Violence | Segni di violenza               | 7 aprile 2021    | 17 ottobre 2021  |
| 12 | Due Process       | Secondo le regole               | 21 aprile 2021   | 19 ottobre 2021  |
| 13 | Trouble Dolls     | Bambole scacciapensieri         | 5 maggio 2021    | 24 ottobre 2021  |
| 14 | Safe              | Al sicuro                       | 12 maggio 2021   | 26 ottobre 2021  |
| 15 | The Right Thing   | La cosa giusta                  | 19 maggio 2021   | 2 novembre 2021  |
| 16 | The Other Side    | Corsa contro il tempo           | 26 maggio 2021   | 9 novembre 2021  |

## Lotta contro i fantasmi
- Titolo originale: Fighting Ghosts
- Diretto da: Eriq La Salle e Constantine Makris (non accreditato)
- Scritto da: Rick Eid (soggetto e sceneggiatura), Gavin Harris (soggetto), Michael S. Chernuchin (non accreditato)

### Trama
Atwater, sostenuto da Ruzek, è sempre più intenzionato a voler denunciare che fu l'agente Doyle ad aggredire Page e non viceversa, creando malumore tra i suoi colleghi poliziotti. La squadra intanto deve indagare su una sparatoria che sarà fatale ad una bambina, ma per farlo Voight dovrà cambiare modo di dirigere l'Intelligence senza più violenza sui criminali in seguito alla morte di George Floyd e agli avvenimenti del Black Lives Matter su consiglio del nuovo vice-sovraintendente Samantha Miller. Però Atwater si scontra con Voight, quando quest'ultimo vuole rinchiudere il principale sospettato nella "gabbia" per farlo parlare. L'episodio si conclude con l'aggressione di Atwater da parte di alcuni agenti di polizia in passamontagna, probabilmente compagni di Doyle che vogliono vendicarsi.

## Una situazione di rischio
- Titolo originale: White Knuckle
- Diretto da: Nicole Rubio
- Scritto da: Gwen Sigan

### Trama
Viene ritrovato il corpo di una ragazza drogata in una pozza di sangue, con accanto Billy,  il figlio di un ex poliziotto lanciato ora verso una brillante carriera politica, con in mano un coltello insanguinato. Samantha Miller vuole che l'Intelligence lo incrimini velocemente così che il dipartimento non venga accusato di trattamento preferenziale. La squadra però continua ad indagare lo stesso in quanto non convinta che sia stato Billy ad uccidere la ragazza, così la vice sovrintendente concede loro un paio di giorni per chiudere il caso. Intanto la lotta contro il "muro blu" di Kevin continua fino ad essere costretto ad installare per la casa telecamere di sorveglianza, mentre al lavoro la sua radio non funziona, non riesce ad entrare nel sistema e le pattuglie non rispondono alle chiamate della squadra e a rimetterci è Adam che, durante l'inseguimento del sospettato principale dell'omicidio della ragazza, viene ferito ad una costola. Atwater scopre che gli agenti coinvolti eseguono semplicemente gli ordini del sergente Kenny Nolan, ex partner di Doyle, Voight dice a Kevin che ha due scelte: consegnare il distintivo o un reclamo ufficiale che gli bloccherebbe la carriera e la possibilità di diventare detective ma restando comunque nell'Intelligence. Atwater decide così di andare da Nolan e di crearsi una terza opzione: denuncerà Nolan e l'intero dipartimento della polizia di Chicago, descrivendo tutte le molestie e le intimidazioni subite, sapendo di avere tutti i suoi compagni dell’Intelligence dalla sua parte, distruggendo la carriera, la reputazione e la vita di Nolan se questi non smetterà immediatamente di infastidirlo. Nolan, messo con le spalle al muro, accetta.

## L'età dell'innocenza
- Titolo originale: Tender Age
- Diretto da: Eriq La Salle e Don Scardino (non accreditato)
- Scritto da: Gwen Sigan e Richard Sweren (non accreditato)

### Trama
Burgess e Ruzek trovano una bambina, Makayla, da sola in strada che non parla. L'Intelligence scopre che è scappata dalla sua casa dopo che tutti i suoi familiari sono stati uccisi, e indagano quindi su una possibile vendetta da parte di una gang. La bambina comincia ad aprirsi solo con Kim, primo contatto che ha avuto, dicendole che c'era una donna sul posto del massacro. La squadra scopre che gli assassini sono Tariq, padre di Makayla, e la sua compagna Nia e che in realtà volevano rapire la bambina, portata via dalla madre dopo la separazione. Nel frattempo Upton riceve un'offerta di lavoro dall'FBI a New York, che alla fine rifiuta a causa di Halstead. Hailey gli rivela infatti che per lei Jay da tempo è più di un collega e partner ed infine i due si baciano.

## Nessun perdono
- Titolo originale: Unforgiven
- Diretto da: Chad Saxton
- Scritto da: Rick Eid e Gavin Harris

### Trama
L'agente Blaine viene trovato morto. Voight, che era suo amico, insieme alla sua squadra si mette ad indagare sull'omicidio, avvenuto quando l'uomo non era in servizio.

## Sotto la tua tutela
- Titolo originale: In Your Care
- Diretto da: Charles S. Carroll
- Scritto da: Gwen Sigan

### Trama
Un gruppo di quattro adolescenti senza famiglia e per i quali il sistema di adozioni ha fallito, rapina e picchia degli uomini con cui si prostituiscono per sopravvivere. La squadra di Voight riesce a catturare uno dei ragazzi, Miguel, che però non vuole parlare per proteggere i suoi amici in quanto sono la sua famiglia. Gli altri tre adolescenti colpiscono di nuovo e la ragazza del gruppo, Lily, viene ferita gravemente dall'uomo che hanno adescato, e per vendicarsi i restanti due lo uccidono. Burgess trova nel diario di Lily una foto della casa in Iowa in cui i quattro adolescenti sognavano di vivere, così Miguel rivela che i due ragazzi stanno cercando di raggiungere lo stato. Nel frattempo Kim scopre che la cugina a cui era stata affidata Makayla non riesce più a prendersi cura di lei, così Kim decide di chiedere l'affidamento della bambina e lo ottiene.

## La giustizia è uguale per tutti
- Titolo originale: Equal Justice
- Diretto da: Eric Laneuville
- Scritto da: Daniel Arkin

### Trama
L'Intelligence ferma Latrell Wade nella sua autofficina con un carico di eroina, ma l'uomo si difende sostenendo che è una copertura per infiltrarsi nella gang di Dante Rashard e cercare chi ha ucciso suo figlio Sean. Latrell decide quindi di collaborare con la squadra di Voight, che scopre che in realtà il ragazzo era stato ucciso da un membro della gang di Dante per una ragazza. Jay racconta tutto a Latrell, che vendica da solo il figlio. Halstead lo intuisce e decide di arrestare Latrell, ma, per aiutarlo, dice all'uomo di non dire nulla e di chiedere un avvocato, in quanto l'unica prova che l'Intelligence ha è l'auto della fuga.

## Istinto
- Titolo originale: Instinct
- Diretto da: Chad Saxton
- Scritto da: Scott Gold

### Trama
Mentre Jay e Adam sono sotto copertura per uno scambio di droga, i loro clienti vengono uccisi da colpi da arma da fuoco provenienti da un'auto. Per portare a termine l'indagine, Ruzek coinvolge il suo amico e informatore Tommy Lane che vendeva metanfetamine per arrivare allo spacciatore Keith Monahan, obiettivo dell'Intelligence. L'operazione rischia di essere compromessa quando Tommy ricomincia a drogarsi, ma Adam lo convince a presentarsi all'incontro con Monahan, che non finirà come l'Intelligence aveva previsto.

## Proteggere e servire
- Titolo originale: Protect and Serve
- Diretto da: Eriq La Salle
- Scritto da: Gwen Sigan e Ike Smith

### Trama
Dave Wheelan, un agente di polizia con 30 anni di servizio, spara senza apparente motivo contro Jeff Duncan, un ragazzo nero che era stato fermato per un controllo.

## Un sogno impossibile
- Titolo originale: Impossible Dream
- Diretto da: Charles S. Carroll
- Scritto da: Rick Eid e Gavin Harris

### Trama
Andre Cooper, agente modello ed ex partner dell'agente Dave Wheelan, viene proposto da Samantha Miller a Voight per farlo entrare nell'Intelligence ed Hank accetta. La squadra indaga sull'omicidio di Roy Hill, onesto commerciante di Englewood, ucciso a colpi di pistola. Si scopre che il quartiere è gestito da Quincy Barrett, lupo solitario che recluta ragazzi per spacciare droga. Uno di questi è Damari Evans, così l'Intelligence manda Andre sotto copertura per conquistare la fiducia di Evans ed ottenere un incontro con Barrett per incastrarlo.

## Una profonda verità
- Titolo originale: The Radical Truth
- Diretto da: Lisa Demaine
- Scritto da: Scott Gold

### Trama
Il padre di Adam, Bob, viene rapito da una gang. La squadra scopre che Bob aiutava il gruppo criminale a scovare la talpa che stava collaborando con la polizia. Dopo aver trovato e salvato il padre, Adam comprende che lo stesso ha fatto un accordo con Lucas Barela, arrestato 25 anni prima da Bob, facendogli ottenere la pena ridotta in cambio di informazioni. Per salvarsi la vita Bob ha venduto il figlio dicendo che era un poliziotto e che poteva scoprire lui chi era la talpa all'interno della gang. Adam si rende conto che se Barela verrà preso, la verità salterà fuori e il nome dei Ruzek sarà rovinato, così, giunto sul posto per arrestare l'uomo, gli spara uccidendolo. Kim pensa che l'abbia fatto apposta per evitare che il suo nome venga infangato, ma grazie a un video di sorveglianza si scopre che Adam, avvicinatosi al criminale per arrestarlo, si è solo difeso perché Barela stava per estrarre la pistola.

## Segni di violenza
- Titolo originale: Signs of Violence
- Diretto da: Bethany Rooney
- Scritto da: Gwen Sigan

### Trama
L'Unità di Intelligence indaga sulla scomparsa e il rapimento di una piccola famiglia con una storia di violenza domestica e problemi finanziari e il caso suscita dolorosi ricordi d'infanzia per Upton, costringendola a scontrarsi con Voight su come risolverlo. Nel frattempo, la relazione tra Upton e Halstead raggiunge un'apparente impasse dopo che Upton si ritrova incapace di rispondere alla dichiarazione d'amore di Halstead per lei.

## Secondo le regole
- Titolo originale: Due Process
- Diretto da: Guy Ferland
- Scritto da: Rick Eid e Gavin Harris

### Trama
L'intelligence indaga su uno stupratore seriale che ha commesso una serie di omicidi e lascia poche o nessuna prova. Dopo che il vice sovrintendente Miller sostiene che il CPD dovrebbe seguire il codice quando si tratta di lavoro di polizia, Voight cerca di resistere alle solite tendenze del suo modo di investigare. Miller chiede a Voight di includere un detective sospeso, che stava guidando l'indagine originale, per chiedere aiuto, ma Voight in seguito ha motivo di preoccuparsi che potrebbe essere troppo coinvolta.

## Bambole scacciapensieri
- Titolo originale: Trouble Dolls
- Diretto da: John Polson
- Scritto da: Scott Gold

### Trama
L'intelligence indaga sul brutale omicidio di una giovane donna incinta coinvolta illegalmente in un falso giro di adozioni. Nel frattempo, Burgess contempla una decisione su chi dovrebbe essere responsabile dell'educazione della figlia appena adottata, Makayla, se le dovesse succedere qualcosa.

## Al sicuro
- Titolo originale: Safe
- Diretto da: S.J. Main Muñoz
- Scritto da: Gavin Harris

### Trama
Mentre la squadra indaga su un'ondata di brutali invasioni domestiche, Upton si ritrova a chiedersi se la sua relazione con Halstead stia influenzando il suo lavoro di polizia e si immerge nel caso nel tentativo di dimostrare il contrario. Voight inizia a sospettare che Upton e Halstead siano coinvolti sentimentalmente.

## La cosa giusta
- Titolo originale: The Right Thing
- Diretto da: Vince Misiano
- Scritto da: Rick Eid e Gwen Sigan

### Trama
Il tentativo di aiutare un nuovo informatore a uscire da un debito di droga porta inavvertitamente a un'importante operazione criminale clandestina. Mentre l'Unità indaga e tenta di chiuderla, le ideologie contrastanti tra Voight e il vice sovrintendente Miller e gli sforzi per aderire alla politica di polizia riformata impediscono le indagini, e il vice sovrintendente Miller inizia a dubitare delle proprie decisioni quando qualcuno vicino a lei è in pericolo. Burgess viene ferita durante un'indagine.

## Corsa contro il tempo
- Titolo originale: The Other Side
- Diretto da: Chad Saxton
- Scritto da: Rick Eid e Gwen Sigan

### Trama
Burgess viene aggredita e rapita durante un'indagine e l'Unità di Intelligence si ritrova in una corsa contro il tempo per salvarla prima che sia troppo tardi. Le tensioni e gli animi aumentano, con il risultato che Ruzek e Atwater vengono alle mani quando non sono d'accordo sulla corretta linea di condotta da intraprendere mentre Burgess lotta per rimanere in vita dopo essere stata colpita e data per morta, e Voight, determinato a trovarla, oltrepassa una linea pericolosa.